# Arguel (Somme)
Arguel è un comune francese di 30 abitanti situato nel dipartimento della Somme nella regione dell'Alta Francia.

## Società

### Evoluzione demografica
Abitanti censiti